# 北疆侏儒蛛
北疆侏儒蛛（学名：Meioneta beijianensis）为皿蛛科侏儒蛛属的动物。在中国大陆，分布于新疆等地，一般生活于麦田或苜薯地。该物种的模式产地在新疆。